# حي النصر (بغداد)
حي النصر وهو أحد احياء العاصمة بغداد الواقع في شرق المدينة بجانب الرصافة على طريق بغداد بعقوبة وهو ذو كثافة سكانية عالية، تأسس الحي في عام 1982م أغلب سكانه يرجعون إلى مدينة الصدر ويوجد في الحي جوامع عديدة منها «جامع حي النصر الكبير» و«جامع الإمام المهدي» و«جامع ومدرسة الائمة المعصومين» و«جامع الإمام الرضا» من أقدم الجوامع في الحي.
وينقسم هذا الحي الى قسمين القسم الاول في شمال المنطقة والقسم الثاني في الجنوب يسمى القسم الشمالي بحي النصر الثانية والقسم الجنوبي بحي النصر الاولى
يعتبر الحي من المناطق الشعبية المحافظة على العادات والتقاليد
يحده من الشمال منطقة العماري ومن الشرق منطقة الرشاد و من الجنوب منطقة حي البتول و من الغرب سريع السياحي او الشارع السياحي او طريق بغداد ـ ديالى.